# Maria Wang Li
Św. Maria Wang Li (chiń. 婦王李瑪利) (ur. 1851 r. w Fancun, Hebei w Chinach – zm. 22 lipca 1900 r. w Daning, Hebei) – święta Kościoła katolickiego, męczennica.

## Życiorys
Maria Wang Li urodziła się w 1851 r. w Fancun w prowincji Hebei.
Podczas powstania bokserów doszło do prześladowania chrześcijan. Maria Wang Li próbowała uciec z dwójką dzieci ze wsi. Zostali jednak schwytani przez powstańców. Wielu niekatolików próbowało przekonać napastników, żeby jej nie zabijali, mówiąc nawet, że Maria Wang Li jest niewierząca. Jednak ona odważnie wyznała prawdę Proszę, nie błagajcie ich o moje życie. Z pewnością jestem jedną z wierzących jak i moja rodzina od pokoleń. Mocno obstawała przy swojej wierze i w końcu została ścięta.
Dzień jej wspomnienia to 9 lipca (w grupie 120 męczenników chińskich).
Została beatyfikowana 17 kwietnia 1955 r. przez Piusa XII w grupie Leon Mangin i 55 Towarzyszy. Kanonizowana w grupie 120 męczenników chińskich 1 października 2000 r. przez Jana Pawła II.